# Teorema de Zsigmondy
En teoría de números , el teorema de Zsigmondy, llamado así por Karl Zsigmondy, establece que si a > b > 0 son enteros coprimos, entonces para cualquier entero n ≥ 1, hay un número primo p (llamado divisor primo primitivo) que divide an - bn y no divide ak-bk por ningún entero positivo k<n, con las siguientes excepciones:
- n = 1, a − b = 1; entonces an − bn = 1 que no tiene divisores primos
- n = 2, a + b una potencia de dos; entonces cualquier factor primo impar de a2 - b2 = (a + b)(a1 - b1) debe estar contenido en a1 - b1, que también es par
- n = 6, a = 2, b = 1; entonces a6 − b6 = 63 = 32×7 = (a2 − b2)2(a3 − b3)

Esto generaliza el teorema de Bang, que establece que si n > 1 y n no es igual a 6, entonces 2n − 1 tiene un divisor primo que no divide ningún 2k − 1 con k < n.
De manera similar, an + bn tiene al menos un divisor primo primitivo con la excepción de 23 + 13 = 9.
El teorema de Zsigmondy es a menudo útil, especialmente en la teoría de grupos, donde se usa para demostrar que varios grupos tienen órdenes distintos, excepto cuando se sabe que son iguales.

## Historia
El teorema fue descubierto por Zsigmondy trabajando en Viena desde 1894 hasta 1925.

## Generalizaciones
Sea {\displaystyle (a_{n})_{n\geq 1}} una secuencia de enteros distintos de cero. El conjunto de Zsigmondy asociado a la secuencia es el conjunto
{\displaystyle {\mathcal {Z}}(a_{n})=\{n\geq 1:a_{n}{\text{ no tiene divisores primos primitivos}}\}.}
es decir, el conjunto de índices {\displaystyle n} tal que cada primo dividiendo {\displaystyle a_{n}}también divide algunos {\displaystyle a_{m}} para algunos {\displaystyle m<n}. Por tanto, el teorema de Zsigmondy implica que {\displaystyle {\mathcal {Z}}(a^{n}-b^{n})\subset \{1,2,6\}}, y el teorema de Carmichael dice que el conjunto Zsigmondy de la secuencia de Fibonacci es {\displaystyle \{1,2,6,12\}}, y el de la secuencia de Pell es {\displaystyle \{1\}}. En 2001 Bilu, Hanrot y Voutier demostraron que, en general, si {\displaystyle (a_{n})_{n\geq 1}} es una sucesión de Lucas o una sucesión de Lehmer, entonces {\displaystyle {\mathcal {Z}}(a_{n})\subseteq \{1\leq n\leq 30\}} (ver OEIS: A285314, solo hay 13 {\displaystyle n}, a saber 1, 2, 3, 4, 5, 6, 7, 8, 10, 12, 13, 18, 30). Las secuencias de Lucas y Lehmer son ejemplos de secuencias de divisibilidad.
También se sabe que si {\displaystyle (W_{n})_{n\geq 1}} es una secuencia de divisibilidad elíptica, entonces su conjunto Zsigmondy {\displaystyle {\mathcal {Z}}(W_{n})} es finito. Sin embargo, el resultado es ineficaz en el sentido de que la prueba no da un límite superior explícito para el elemento más grande en {\displaystyle {\mathcal {Z}}(W_{n})}, aunque es posible dar un límite superior efectivo para el número de elementos en {\displaystyle {\mathcal {Z}}(W_{n})}.